# Сан Теренцијано (Ђенова)
Сан Теренцијано је насеље у Италији у округу Ђенова, региону Лигурија.
Према процени из 2011. у насељу је живело 76 становника. Насеље се налази на надморској висини од 62 м.